# 영빈관 (일본)
영빈관(일본어: 迎賓館, 영어: Akasaka Palace)은 외국의 국가 원수와 정부 수반 등의 국빈을 맞았을 때에 숙박, 만찬회 등의 접대를 행하는 일본의 시설이다. 일본의 영빈관은 도쿄도 미나토구 모토아카사카의 영빈관(아카사카 영빈관)과 교토부 교토시 가미교구의 교토 교엔(京都御苑) 내에 교토 영빈관이 있으며 내각부에 소속된 시설이다. 통상은 비공개이지만 보통 8월에 사전 신청에 의하여 일반 관람이 허용된다. 최근에는 내각총리대신과 외국 수반의 회담에 외무성의 이구라 공관(飯倉公館)이 사용되고 있다.

## 영빈관 아카사카 이궁
도쿄도 미나토구 모토아카사카에 있는 영빈관은 동궁어소(東宮御所)로서 1909년(메이지 42년)에 건설되었다. 로쿠메이칸 등을 설계한 건축가 조시아 콘도르(Josiah Conder, 1852년 ~ 1920년)의 제자에 해당하는 궁정 건축가 가타야마 도쿠마(片山東熊, 1854년 ~ 1917년)의 설계로 기슈번 도쿠가와 가문의 저택 부지에 네오바로크 건축 양식으로 세워졌다. 그러나 동궁어소는 거의 사용되지 않았는데, 일설에 의하면 메이지 천황이 너무 사치스럽다며 거주하기를 꺼려했기 때문이라고 한다. 동궁어소의 기능을 수행한 것은 1923년(다이쇼 12년) 8월 이후로 쇼와 천황이 섭정시절에 입주하여 5년 간을 거주하였다.
제2차 세계 대전 후에는 아카사카 이궁은 황실에서 일본 정부로 이관되어 국립국회도서관(1948년 ~ 1961년), 법무청법제의견장관(法務庁法制意見長官, 1948년 ~ 1960년), 재판관탄핵재판소(1948년 ~ 1970년), 내각헌법조사회(1956년 ~ 1960년), 도쿄올림픽조직위원회(1961년 ~ 1965년) 등으로 사용되었다.
그 후 당시 영빈관으로 사용하고 있던 도쿄도 미나토구 시로카네다이의 구 아사카미야 저택(旧朝香宮邸, 현재 도쿄 도 정원 미술관)은 건물이 비좁고 수행원이 동숙할 수 없다는 문제가 있었기 때문에, 1962년(쇼와 37년)에 당시 총리 이케다 하야토(池田勇人)의 발의에 의하여 새롭게 영빈 시설을 정비할 방침이 각의에서 결정되었다. 이에 따라 이케다 내각과 뒤이어 등장한 사토 에이사쿠(佐藤栄作) 내각에서 검토를 거듭한 결과, 1967년(쇼와 42년)에 아카사카 이궁을 개수하여 영빈 시설로 사용하는 것이 결정되었다. 5년여의 시간과 108억엔(공비 101억엔, 내장비 7억엔)을 사용하여 본관은 무라노 도고(村野藤吾, 1891년 ~ 1984년), 일본식 별관은 다니구치 요시로(谷口吉郎, 1904년 ~ 1979년)의 설계 협력에 의해서 1974년(쇼와 49년) 3월에 영빈관이 완성되었다. 새롭게 단장된 영빈관을 최초로 사용한 국빈은 현직 미국 대통령으로는 처음으로 일본을 방문한 제럴드 포드(Gerald Rudolph Ford, Jr. 1913년 ~ 2006년)였다.
2009년(헤이세이 21년) 12월 8일에 ‘구 동궁어소(영빈관 아카사카 별궁)’라는 명칭으로 국보로 지정되어 메이지 시대 이후의 문화재로서는 처음으로 국보가 되었다.

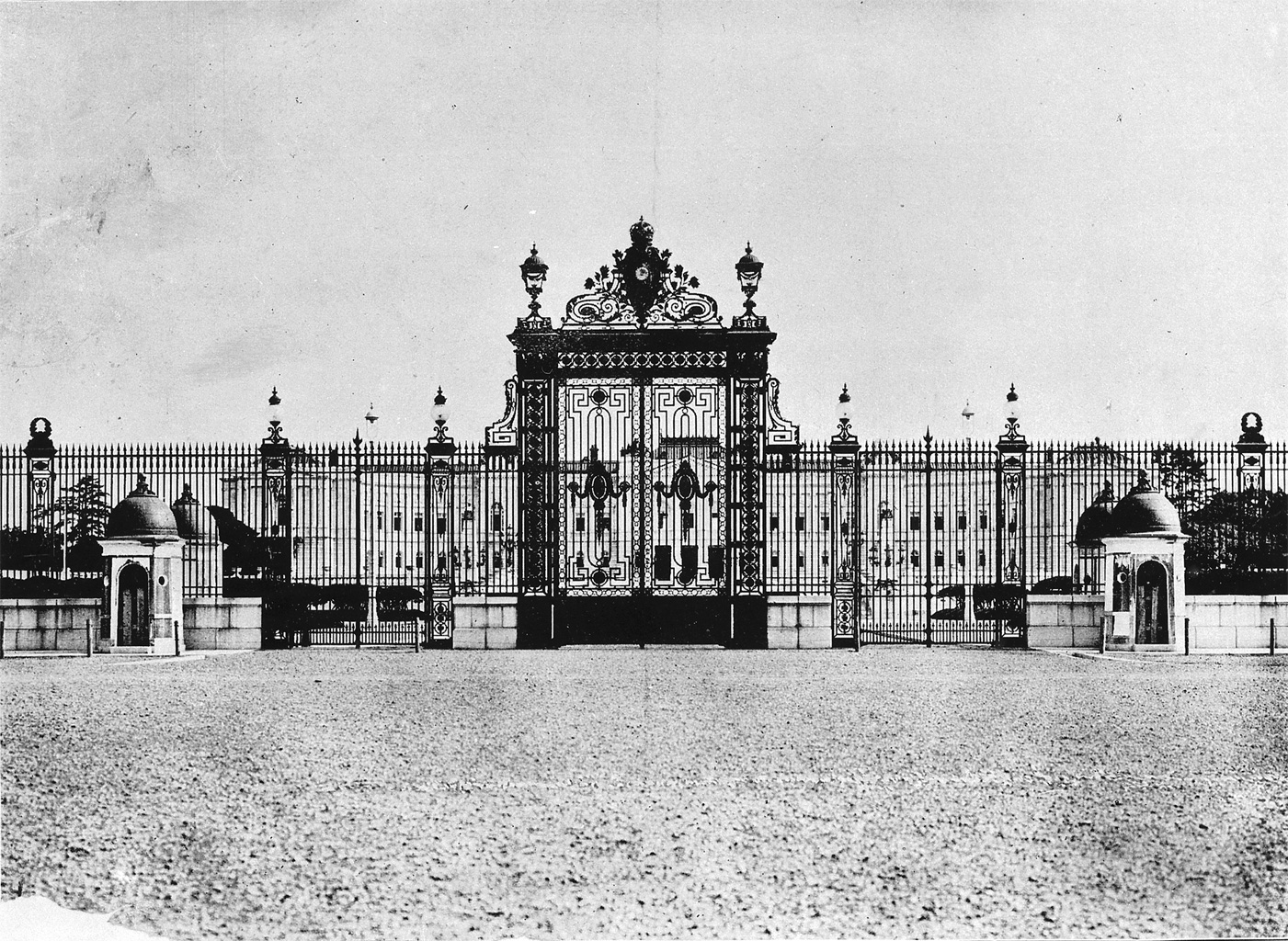
정문
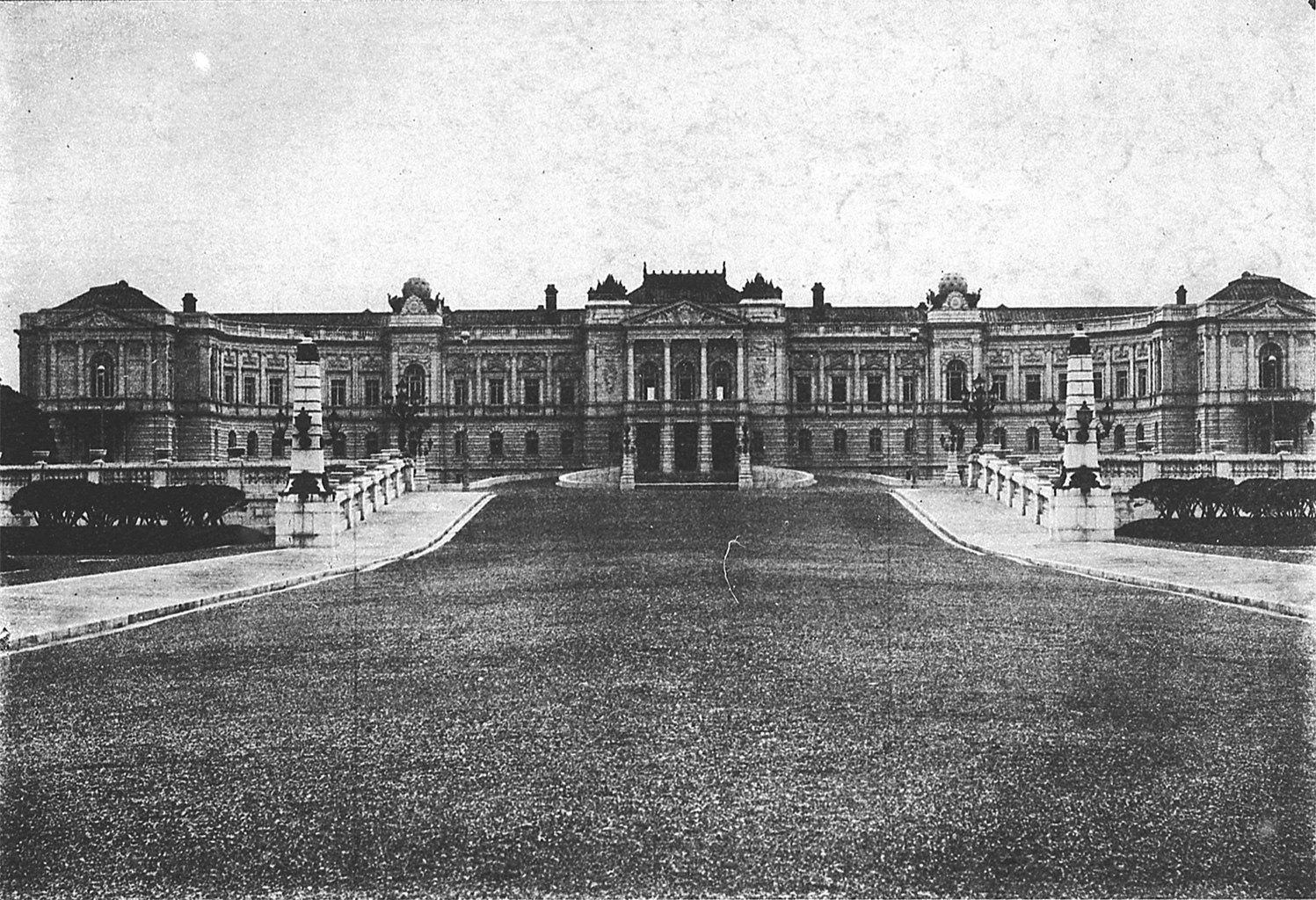
정면
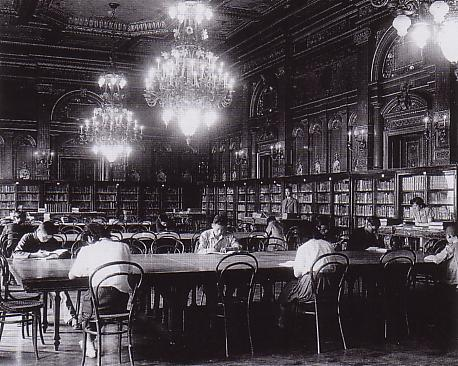
국립국회도서관 당시
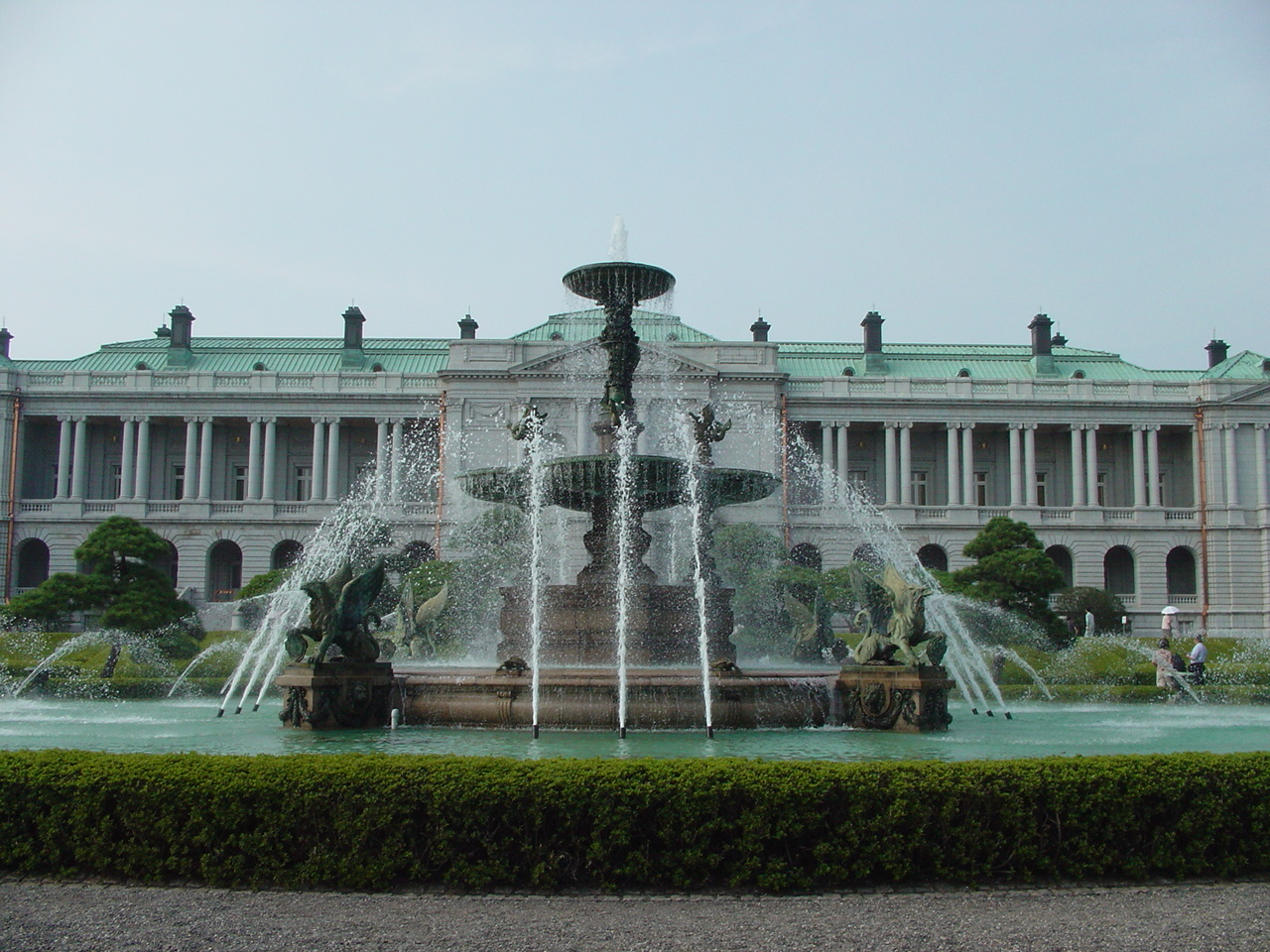
분수

## 국립 교토 영빈관

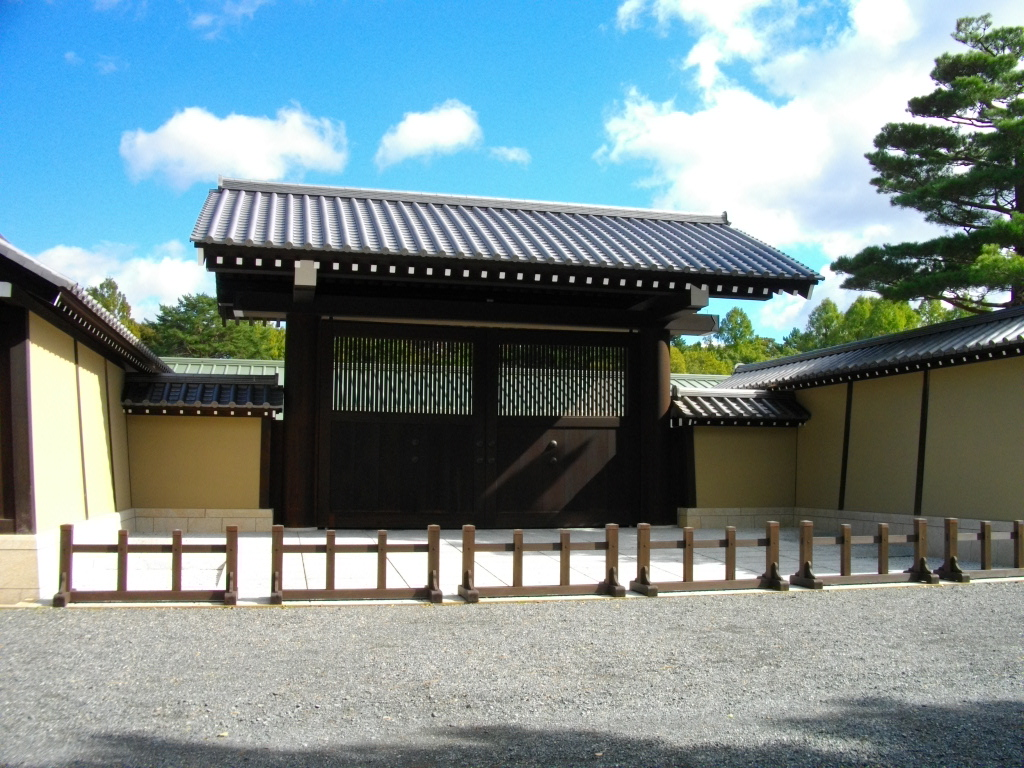
교토 영빈관 정문

교토부 교토시 가미교구의 교토 교엔(京都御苑) 내에 위치한 교토 영빈관은 1994년(헤이세이 6년)에 국립 교토 영빈관의 건설이 각의에서 결정되어 2005년(헤이세이 17년) 4월 17일에 개관하였다. 영문 표기는 ‘Kyoto State Guest House’이다.
서양식의 아카사카 영빈관과는 대조적인 일본식 건축물로서 닛켄 설계(日建設計)가 설계를 맡았고, 에도시대에 소노 가문(園家)·야나기하라 가문(柳原家) 등, 구게(公家)의 저택들이 세워져 있던 교토 교엔의 북동부에 건설되었다. 교토 영빈관의 부지는 약 20,140 m²에 달하며 총건평은 약 16,000 m²이고, 건물은 철근 콘크리트의 지상 1층, 지하 1층으로 이루어져 있다.
개관 이후 교토 영빈관을 방문한 외국 국빈은 2007년 11월 28일부터 11월 29일까지 체재하였던 베트남 사회주의 공화국 국가 주석 응우옌민찌엣이었다.

## 같이 보기
- 가타야마 도쿠마
- 하마리큐 은사정원